# Little Weir River
Little Weir River är ett vattendrag i Australien. Det ligger i delstaten New South Wales, i den sydöstra delen av landet, omkring 580 kilometer nordväst om delstatshuvudstaden Sydney.
Omgivningarna runt Little Weir River är i huvudsak ett öppet busklandskap. Trakten runt Little Weir River är nära nog obefolkad, med mindre än två invånare per kvadratkilometer. Genomsnittlig årsnederbörd är 461 millimeter. Den regnigaste månaden är februari, med i genomsnitt 91 mm nederbörd, och den torraste är oktober, med 9 mm nederbörd.